# Victor Labat
Pour les articles homonymes, voir Labat.
Pas d'image ? Cliquez ici

a Compétitions nationales et continentales officielles uniquement.

Dernière mise à jour le 25 novembre 2021.
Victor Labat, né le 22 janvier 1982 à Maisons-Laffitte, Yvelines, Île-de-France, est un joueur professionnel français de rugby à XV évoluant au poste de pilier. 

## Biographie
Après avoir longtemps évolué au sein du Stade français CASG Paris, il est arrivé 
au Pays d'Aix RC fin 2005 accompagné de ses coéquipiers Olivier Chaplain, troisième ligne, Judicaël Baquet, pilier également et Alexandre Castola, talon. 

## Carrière
- 2005-2007 : Pays d'Aix RC
- 2007-2009 : RC Massy
- 2009-2010 : RC Châteaurenard
- 2010-2011 : Stade dijonnais
- 2011-2013 : RAC angérien
- 2013-2016 : US Saint-Sulpice

## EnÉquipe de France
- Sélection en Équipe de France - de 19 ans